# Dekrétova jaskyňa
Dekrétova jaskyňa je přírodní památka ve správě příspěvkové organizace Správa slovenských jeskyní.
Nachází se v katastrálním území obce Dolný Harmanec v okrese Banská Bystrica v Banskobystrickém kraji. Území bylo vyhlášeno či novelizováno v roce 2012 na rozloze x ha. Ochranné pásmo nebylo stanoveno.